# Мбуру, Натанаэль
Натанаэль Бонго Мбуру (фр. Nathanael Bongo Mbourou; род. 24 августа 1996, Ламбарене) — габонский футболист, центральный полузащитник клуба «Бэлць». Выступал в сборной Габона.

## Карьера
Натанаэль Мбуру родился 24 августа 1996 года в габонском городе Ламбарене.
Играет в футбол на позиции центрального полузащитника. В 2016—2019 годах выступал за «Мунану», в составе которой в сезоне-2016/17 стал чемпионом Габона.
В 2019 году перешёл в южноафриканский «Марицбург Юнайтед». За два сезона провёл в высшем эшелоне всего 7 матчей. По ходу сезона-2020/21 перебрался во второй эшелон в «Кейптаун Олл Старз».
В июле 2022 года перешёл в молдавское «Динамо-Авто». Дебютировал за клуб 31 июля 2022 года против клуба «Милсами». Стал капитаном команды. В январе 2023 года покинул клуб. 
В январе 2023 года футболист перешёл в «Бэлць».

## Международная карьера
Провёл 2 матча за сборную Габона. Дебютировал 12 ноября 2020 года во Франсвиле, выйдя на замену на 84-й минуте в матче отборочного турнира Кубка африканских наций против Гамбии (2:1).

## Достижения

### Командные
Мунана
- Чемпион Габона (1): 2017.